# Clampi
Clampi — це троян, який здійснює MITB (людина всередині) атаку для викрадення фінансової інформації в підприємств, яка надсилається хакерам, з подальшим використанням її у шахрайстві. Троянець поширюється з 2007 року та уражає лише комп'ютери з ОС від Microsoft'а.
Вміє викрадати дані з більш ніж 4500 вебсайтів. Clampi стежить за комунальними платежами, підприємствами з досліджень ринку, онлайн казино та кар'єрними сайтами. Джо Стюарт з SecureWorks, сказав що це одна з найбільших та найпрофесійніших злодійських операцій в Інтернеті.

## Виноски
1. ↑  Mills, Elinor (29 липня 2009). Clampi Trojan stealing online bank data from consumers and businesses. CNET. Архів оригіналу за 20 серпня 2013. Процитовано 6 жовтня 2009.
2. ↑  Messmer, Ellen (29 липня 2009). Clampi Trojan revealed as financial-plundering botnet monster. Network World. Архів оригіналу за 2 серпня 2009. Процитовано 7 жовтня 2009. [Архівовано 2009-08-02 у Wayback Machine.]
3. ↑  Krebs, Brian (11 вересня 2009). Clamping Down on the 'Clampi' Trojan. Washington Post. Архів оригіналу за 26 вересня 2016. Процитовано 6 жовтня 2009. [Архівовано 2016-09-26 у Wayback Machine.]